# Platycorynus
Platycorynus is een geslacht van kevers uit de familie bladkevers (Chrysomelidae).
De wetenschappelijke naam van het geslacht werd in 1837 gepubliceerd door Louis Alexandre Auguste Chevrolat.

## Soorten
- Platycorynus angularis Tan, 1982
- Platycorynus apicalis Kimoto & Gressitt, 1982
- Platycorynus argentipilus Tan, 1982
- Platycorynus backoensis Medvedev & Rybakova, 1985
- Platycorynus buonloicus Medvedev & Rybakova, 1985
- Platycorynus cupreoviridis (Tang, 1992)
- Platycorynus dentatus Tan, 1982
- Platycorynus laosensis Kimoto & Gressitt, 1982
- Platycorynus pubicollis Medvedev & Rybakova, 1985
- Platycorynus punctatus Tan, 1982
- Platycorynus purpureimicans Tan, 1982
- Platycorynus roseus Tan, 1982
- Platycorynus rugosus Kimoto & Gressitt, 1982
- Platycorynus sulcus Tan, 1982